# Ilana Sod
Ilana Sod Cybula (Ciudad de México, 3 de febrero de 1973) es una periodista mexicana de radio y televisión en México y Latinoamérica, nominada al Emmy a lo mejor de la TV en inglés de los Estados Unidos. Egresada de la Universidad Anáhuac, cuenta con una especialidad en Análisis y Crítica Cinematográfica. En la actualidad forma parte del nuevo proyecto radial de la Ciudad de México, Aire LIbre 105.3 FM donde conduce el espacio de 9 a 11 de la mañana, de lunes a viernes.

## Trayectoria

### Televisión
Ha trabajado no sólo para la cadena MTV Latinoamérica, sino también para los canales de televisión mexicanos "Imagen Informativa de SKY", Canal 22, CNI Canal 40, Azteca 13 y de Milenio Noticias,
Para "Imagen Informativa" en SKY, durante los Juegos Olímpicos en Sídney (Australia), en su serie "Mundo de cabeza" presentó reportajes acerca de temas extra-deportivos, desde movimientos culturales juveniles, pasando por el combate la drogadicción y el efecto de la pandemia del VIH-sida. En el Canal 22 fue la conductora original de los programas "El oficio de la imaginación" y "Cultura en Línea". En CNI Canal 40 participó en "Contenido Neto", programa de noticias enfocado a los jóvenes (2001-2002).
Una de sus primeras participaciones en MTV Latinoamérica fue en el "preshow" de los "MTV VMA Latinoamérica" del 2003. A partir del 2004 se convirtió en la voz y figura original de las cápsulas de Noticias MTV. También ha realizado programas como "Alerta", los MTV Video Music Awards (de EE. UU.) y la entrega de estos premios en su versión latinoamericana de 2004 a 2006. Ha estado al frente de programas como "Docu" y "Foro" para Noticias MTV, donde se han tratado temas como las elecciones presidenciales en América Latina, el calentamiento global, la pobreza mundial y la intolerancia racial. Igualmente ha participado en debates en vivo acerca de eventos históricos como "Live 8" y "Fue 2004". Ha sido conductora, corresponsal o productora, ahora independiente, en actividades prosociales de esta cadena como:
- La Gran Pregunta (2ª edición) (2008-Actualidad). Iniciativa en la que, a través de su sitio en MSN, se pretende motivar a los jóvenes para que hagan oír sus puntos de vista ante sus gobernantes. La primera serie se organizó de manera conjunta entre la Organización Iberoamericana de la Juventud, MTV Latinoamérica y Bid Juventud, para que los jóvenes pudieran hacer llegar sus preguntas a sus presidentes durante la XVIII Cumbre Iberoamericana que se llevó a cabo en El Salvador del 29 al 31 de octubre de 2008.[8]
- Agentes de cambio (2006-Actualidad). Serie de programas en donde se promueven y divulgan la participación de la juventud en América Latina en diversas actividades positivas para sus comunidades.[9]
- XPress (2007). Documental de Mauro García Dahmer sobre temas como sexo, sida y violencia hacia las mujeres.[10]
- Grita: Somos 30 millones. Especial sobre las Elecciones del 2006 en México.[11][12]
- Staying Alive (2004). Especial de 30 minutos sobre el sida que incluía investigaciones desde Estados Unidos, Brasil, Inglaterra, China, Rusia y África[13]
- Grita (2003). Campaña de conciencia sexual

Junto a Javier Solórzano y Mónica Dionne, formó parte del noticiero matutino de TV Azteca, "De 7 a 9", durante un breve periodo (24 de abril al 19 de mayo de 2006), ya que por diferencias con la política editorial de la empresa, los tres abandonaron el programa.
Es corresponsal y productora del programa "Crónicas de Cambio" para BID TV (del Banco Interamericano de Desarrollo) y CNN International.
Desde mediados de 2017 es lectora de noticias en Milenio Noticias.

### Radio
Se inició como locutora en la estación de radio de la Ciudad de México Radioactivo 98.5, donde permaneció hasta que ésta salió del aire en el 2004.
Entre 1999 y 2003 trabajó con Javier Solórzano en Imagen FM como especialista en cine, arte y literatura. Cuando los conductores titulares de los segunda y tercera emisión de Imagen Informativa, Javier Solórzano y Carmen Aristegui tuvieron diferencias de opinión con Pedro Ferríz de Con y decidieron romper relaciones laborales con la empresa, en un acto de solidaridad y profesionalismo tanto Sod como Julio Boltvink, Denise Dresser y Vivian Hiriart también lo hicieron. Durante buena parte del 2006 y 2007 colaboró de nueva cuenta con Solórzano en su nuevo programa en Radio Trece con una sección titulada "Amplio espectro".
Del 7 al 26 de agosto de 2008, con motivo de los Juegos Olímpicos de Beijing, participó con una breve sección titulada Historias Chinas que se transmitió los martes y jueves a las 08:45 en la primera emisión del programa "Hoy por hoy" de Carlos Puig en W Radio.
A mediados de 2010 lanzó, junto con otros colegas, la estación de radio por Internet Wynwood Radio, que transmite desde el distrito de arte Wynwood de Miami, proyecto del que saldría a principios de 2011 debido a diferencias creativas con el resto del equipo.
El 1 de noviembre de 2018 regresa a la radio donde actualmente está al frente de un espacio en Aire Libre 105.3 FM de la Ciudad de México.

### Prensa
De marzo del 2006 a agosto del 2008, colaboró como columnista con un espacio de fin de semana titulado "Casi Diez" en el periódico mexicano Excélsior y desde enero de 2011 participa en la sección "Palenque" del portal de Internet "Animal Político".

### Convoy Network
En septiembre de 2022 ha iniciado su colaboración con un podcast en la plataforma de contenido de audio número uno de habla hispana (Convoy Network).
Antes de la incorporación de su podcast realizó otros episodios dentro de la misma plataforma de la cual se desbordan muchos temas y contenido para todo público.

## Miscelánea
- En septiembre de 2008 inauguró las actividades del Bicentenario con la organización Pase Usted.
- En el 2007 fue designada "hatter" para asuntos latinoamericanos del Many Hats Institute dedicado a mejorar la calidad de vida entre niños y jóvenes alrededor del planeta, a través de la promoción de su potencial personal y objetivos comunitarios.[25]
- En agosto de 2006 acudió como enviada especial de MTV International y UNICEF a la XVI Conferencia Internacional sobre el sida en Toronto, Canadá donde fungió como moderadora en la sesión "De la retórica a la acción: definiendo un papel más fuerte para la juventud en las políticas nacionales sobre el VIH/SIDA".[26]
- Durante su cobertura de los VMA de MTV Estados Unidos en agosto de 2005 desde Miami advirtió en la mañana del jueves 25 de agosto, a través de sus reportes en Noticias MTV, sobre la formación del huracán Katrina que tocaría el sur de la Florida como categoría uno. Cuatro días después, Katrina llegaría por segunda vez a tierra para causar el desastre en Nueva Orleans. Luego, el lunes 17 de octubre, una situación similar le tocaría notificar: el huracán Wilma se dirigía a la península de Yucatán. El miércoles 19 anunciaba a los medios internacionales la cancelación de los Premios MTV 2005, evento que por primera vez se produciría en Latinoamérica, el jueves 20 de octubre. Wilma tocaría la isla de Cozumel como huracán categoría cuatro el viernes 21 de octubre causando devastación en Cancún y, dos días después, llegaría al sur de la Florida para causar estragos en Miami.

- En el 2003, como corresponsal de Imagen Informativa cubrió la invasión a Irak desde Tel Aviv y Jerusalén.[27][28]

- En Radioactivo 98.5 produjo la serie de programas "Ciudadano Caín" en el 2002, donde se entrevistaron a personajes como Fernando Savater.[29]

- Ha conducido, cubierto y producido especiales mediáticos sobre la Guerra de los Balcanes, la Caravana Zapatista, los Juegos Olímpicos en Sídney y los Festivales de Cannes (2000 y 2003) y de Glastonbury.

- Como parte de la serie de documentales "México Nuevo Siglo", producida por Editorial Clío para Televisa, narró la biografía artística de Dolores del Río y otras leyendas más del Cine de Oro Mexicano (1998).[30]